# 埃雷尔
埃雷尔（法語：Herrère，法語發音：[ɛʁɛʁ]）是法国大西洋比利牛斯省的一个市镇，属于奥洛龙-圣玛丽区。

## 地理
埃雷尔（43°10'7"N, 0°32'23"W）面积8.93 平方千米，位于法国新阿基坦大区大西洋比利牛斯省，该省份为法国东南部省份，涵盖了贝阿恩与北巴斯克，西临大西洋比斯開灣，北至朗德省，东北接热尔省，东临上比利牛斯省，南与西班牙接壤。
与埃雷尔接壤的市镇（或旧市镇、城区）包括：埃斯库、埃斯库特、奥热莱班、奥洛龙-圣玛丽。

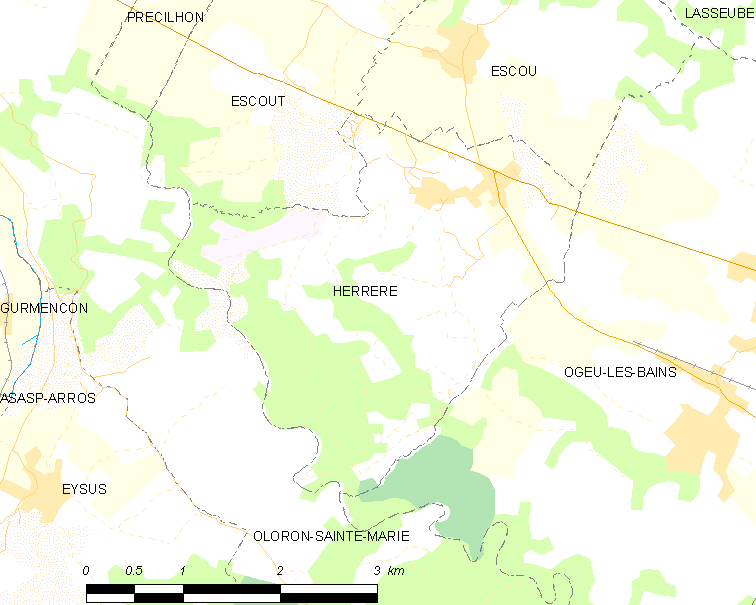
埃雷尔的OSM定位图

埃雷尔的时区为UTC+01:00、UTC+02:00（夏令时）。

## 行政
埃雷尔的邮政编码为64680，INSEE市镇编码为64261。

## 政治
埃雷尔所属的省级选区为奥洛龙-圣玛丽第二县。

## 人口

1962-2008年间埃雷尔人口变化图示

埃雷尔于2022年1月1日时的人口数量为389人。